# Гмелинка
Гмелинка — село в Старополтавском районе Волгоградской области России, административный центр Гмелинского сельского поселения. На его территории расположена железнодорожная станция Гмелинская Астраханского региона Приволжской железной дороги на линии Красный Кут — Верхний Баскунчак.
Население - 2222 (2012)

## История
Село основано в 1906 году при строительстве ветки железной дороги от Астрахани до Саратова. Село названо в честь путешественника и естествоиспытателя Самуила Готлиба Гмелина, который по заданию Санкт-Петербургской академии наук изучал местные степи
После образования АССР Немцев Поволжья Гмелинка была включена в состав Палласовского кантона. Согласно переписи населения 1926 года в посёлке и на станции Гмелинская насчитывалось 54 домохозяйства, из них немецких - 12, численность населения составляла 211 человек.
В 1935—1941 годах село являлось центром Гмелинского кантона АССР Немцев Поволжья, образованного из северной части Палласовского кантона. В 1938 году в селе была открыта средняя школа, в 1939 году - районная больница. 
28 августа 1941 года был издан Указ Президиума Верховного Совета СССР о переселении немцев, проживающих в районах Поволжья. Немецкое население депортировано, село было включено в состав Сталинградской области.
В 1941—1950 годах — центр Гмелинского района Сталинградской области. 6 апреля 1944 года Постановлением правительства РСФСР на базе колхозов «1 Мая» села Ниденс (ныне Первомайское), села Иссенбург (Большие Пруды), имени Сталина и имени Ворошилова села Блюменфельд (Цветочное) с центральной усадьбой и производственно-технической базой в селе Гмелинка был создан совхоз "Гмелинский". Главным направлением производственно-экономической  деятельности нового хозяйства стали растениеводство и животноводство. В 1965 году был построен новый элеватор.

## Население
Динамика численности населения по годам:
| 1926 | 1939 | 1987  | 2002 |
| ---- | ---- | ----- | ---- |
| 221  | 2080 | ≈2200 | 2270 |

| 2010 | 2012  |
| ---- | ----- |
| 2017 | ↗2222 |